# Simulium anaimense
Simulium anaimense es una especie de insecto del género Simulium, familia Simuliidae, orden Diptera.
Fue descrita científicamente por Coscaron & Munoz de Hoyos en 1995.